# ヴィタントニオ・リウッツィ
ヴィタントニオ・"トニオ"・リウッツィ（Vitantonio "Tonio" Liuzzi、1981年8月6日 - ）はイタリア出身のレーシングドライバー。
愛称は｢トニオ｣。フジテレビのF1グランプリ中継において（特に塩原恒夫と竹下陽平アナ）、｢リヴィッツィ｣と呼ばれることがあった。フジテレビF1中継でのニックネームは「崖っぷちファイター」「元祖イタリアの神童」。テレビ朝日のフォーミュラE中継では「リウッチー」とも呼称される。

## プロフィール

### F1参戦以前
1991年からカートを始め、2001年に世界カート選手権を制する。2002年にはドイツF3、フォーミュラ・ルノー、ワールドシリーズ・バイ・ニッサンに参戦。タイトル獲得はならなかったが、同年暮にウィリアムズのテストに参加する。翌2003年には国際F3000にクラスアップし、ベストルーキーの称号を獲得。2004年に7勝しチャンピオンとなる。

### F1

#### レッドブル
2005年はクリスチャン・クリエンとシートをシェアする形でレッドブルと契約。第4戦サンマリノGPにデビューし、B・A・Rの二台の失格による繰上げではあったが、デビュー戦で8位入賞を果たした。その後の4戦に出場し、以後は当初の予定ではクリエンと半分ずつの参戦といわれていたが、レギュレーション(前戦に出場していないドライバーは予選の出走順が1番目となり、好タイムが出しにくい)の関係から、コンストラクターズ・ポイントを重視するチームの方針で出場機会をクリエンに譲ることとなった。

#### トロ・ロッソ
2006年は、レッドブルがミナルディを買収して結成したトロ・ロッソよりフル参戦を開始した。アメリカグランプリではトロ・ロッソにとって唯一となる貴重な1ポイントを獲得した。
2007年はトロ･ロッソに残留。チームメイトのスコット・スピードを上回る成績を残すが、シーズン中盤よりスピードに代わりチームに加入したセバスチャン・ベッテルが目覚ましい活躍を見せ、シーズン終盤にチームは翌年のレースドライバーとしてベッテルとセバスチャン・ボーデと契約したことを発表。リウッツィは来季のシートを失うこととなり、ウィリアムズと交渉するもシートを獲得できず、シーズンオフにバルセロナとヘレスでフォース・インディアのF1マシンをドライブした。2008年1月10日にフォース・インディアのテストドライバーとなることが発表された。

#### フォース・インディア
2008年はテスト兼リザーブドライバーとして活動し、シーズン開幕前のバルセロナでのテストなどでドライブするも、レースに出場することはなかった。
2009年も引き続きテスト兼リザーブドライバーを務めていたが、レギュラードライバーのジャンカルロ・フィジケラがシーズン終盤のイタリアグランプリを前にフェラーリへと移籍し、空いたシートを得たリウッツィは2年ぶりのレース出場を果たした。同レースではシーズン中のテストができない制約ながら予選7番手を記録を決勝でも一時は4位まで浮上したが、ギアボックスのトラブルにより惜しくもリタイアとなった。
2010年はフォース・インディアのレギュラードライバーとしてF1に参戦。開幕戦のバーレーングランプリで9位に入り、2007年中国グランプリ以来3年ぶりの入賞を果たした。第8戦のカナダグランプリでは予選で自身の予選最高位を更新する6位に入り、決勝では1周目に接触し遅れたため後方から追い上げるレースになったが9位に入賞した。第17戦韓国グランプリでは予選は18位にとどまったものの、雨の中でのレースとなった決勝では大きく順位を上げ自己最高に並ぶ6位に入賞した。当初は翌シーズンも含んだ契約をチームと交わしていたが、テストドライバーであるポール・ディ・レスタの昇格をチームが望んだため、シートを失った。

#### HRT
2011年シーズン前のバルセロナ合同テストでHRTからテストに参加し、3月9日にHRTの正ドライバーの就任が発表された。シーズンを通して苦戦を強いられるが、リウッツィがカナダグランプリで13位に入ったことにより、HRTはヴァージン・レーシングを抜いてコンストラクターズ選手権で11位を得た。開幕当初、チームメイトはナレイン・カーティケヤンであったが、シーズン中盤からはダニエル・リカルドと交代となった。なお、リウッツィ自身は全戦参戦の契約であったが、インドグランプリではカーティケヤンにシートを譲り、出場しなかった。地元イタリアグランプリではスタート直後のホームストレートでコース外にタイヤをひっかけマシンのコントロールを失ったまま1コーナーに進入してしまい、多重クラッシュを引き起こしてしまった。10月にはV8スーパーカー・ゴールドコースト600に出場した。
2012年もHRTとの契約は存在していたが、2011年7月にHRTはテサン・キャピタルに売却されており、その契約は前オーナーと結んだものであった。新オーナーは契約を履行しなかったためレースシートを失い、サードドライバーに回ることになった。この年は並行してスーパースターズシリーズに参戦し、シーズン2位であった。

### WEC
2012年WEC第4戦より、ロータスから参戦。2013年はフル参戦となる。なお、ジェームズ・ロシターはチームメイトであった。

### 渡日
2014年は、日本のSUPER GTにARTAから、スーパーフォーミュラにHPリアルレーシングから1年のみ参戦。元F1経験者と言うこともあり大いに期待されていたが、年間通してホンダエンジン勢が劣勢だったこともあり、最高成績は8位に終わった。

## 人物
趣味はダンス、サッカー、音楽。特にR&Bが好きで、ニーヨの "Sexy love"をカラオケでよく歌うという。
愛妻フランチェスカの実弟は、同じく現在日本で活動するレーシングドライバーのアンドレア・カルダレッリ。幼い頃からの知り合いで、リウッツィにとってカルダレッリは「弟みたいな感じだね。彼のキャリアについても相談に乗ったりしているんだ」とのこと。2011年11月には、カルダレッリの応援のためにわざわざ来日してツインリンクもてぎで開催されたフォーミュラ・ニッポン戦に訪れた。
カート時代より日本が好きで、よく旅行に来ていたという。東日本大震災に際しては、メッセージを送っただけでなく、特製のヘルメットをオークションに出品し寄付をするなど、渡日以前より日本に関わりのあるドライバーでもある。

## レース戦績

### フォーミュラ

#### ドイツ・フォーミュラ3選手権
| 年     | チーム            | エンジン | 1        | 2         | 3       | 4       | 5       | 6       | 7       | 8       | 9         | 10      | 11       | 12       | 13      | 14       | 15        | 16    | 17      | 18      | 19        | 20    | DC  | ポイント |
| ------ | ----------------- | -------- | -------- | --------- | ------- | ------- | ------- | ------- | ------- | ------- | --------- | ------- | -------- | -------- | ------- | -------- | --------- | ----- | ------- | ------- | --------- | ----- | --- | -------- |
| 2002年 | オペル・チームBSR | オペル   | HOC 1 14 | HOC 2 Ret | NÜR 1 C | NÜR 2 C | SAC 1 9 | SAC 2 8 | NOR 1 9 | NOR 2 4 | LAU 1 Ret | LAU 2 7 | HOC 1 23 | HOC 2 25 | NÜR 1 2 | NÜR 2 27 | A1R 1 Ret | A1R 2 | ZAN 1 5 | ZAN 2 9 | HOC 1 Ret | HOC 2 | 9位 | 25       |

- 太字はポールポジション、斜字はファステストラップ。(key)

#### 国際F3000選手権
| 年     | チーム                           | 1     | 2       | 3     | 4       | 5     | 6     | 7     | 8     | 9     | 10    | 順位 | ポイント |
| ------ | -------------------------------- | ----- | ------- | ----- | ------- | ----- | ----- | ----- | ----- | ----- | ----- | ---- | -------- |
| 2003年 | レッドブル・ジュニアチーム F3000 | IMO 4 | CAT Ret | A1R 4 | MON Ret | NÜR 2 | MAG 4 | SIL 3 | HOC 4 | HUN 9 | MNZ 4 | 4位  | 39       |
| 2004年 | アーデン・インターナショナル     | IMO 1 | CAT 1   | MON 1 | NÜR 11  | MAG 1 | SIL 1 | HOC 1 | HUN 2 | SPA 2 | MNZ 1 | 1位  | 86       |

- 太字はポールポジション、斜字はファステストラップ。(key)

#### F1
| 年     | 所属チーム           | シャシー | 車番 | 1       | 2       | 3       | 4       | 5       | 6       | 7       | 8       | 9       | 10      | 11      | 12     | 13      | 14      | 15      | 16      | 17     | 18      | 19      | WDC       | ポイント | *予選最高位・回数 |
| ------ | -------------------- | -------- | ---- | ------- | ------- | ------- | ------- | ------- | ------- | ------- | ------- | ------- | ------- | ------- | ------ | ------- | ------- | ------- | ------- | ------ | ------- | ------- | --------- | -------- | ----------------- |
| 2005年 | レッドブル           | RB1      | 15   | AUS     | MAL     | BHR     | SMR 8   | ESP Ret | MON Ret | EUR 9   | CAN     | USA     | FRA     | GBR     | GER    | HUN     | TUR     | ITA     | BEL     | BRA    | JPN     | CHN     | 24位      | 1        | 11位・1回         |
| 2006年 | トロ・ロッソ         | STR1     | 20   | BHR 11  | MAL 11  | AUS Ret | SMR 14  | EUR Ret | ESP 15† | MON 10  | GBR 13  | CAN 13  | USA 8   | FRA 13  | GER 10 | HUN Ret | TUR Ret | ITA 14  | CHN 10  | JPN 14 | BRA 13  |         | 19位      | 1        | 12位・2回         |
| 2007年 | トロ・ロッソ         | STR2     | 18   | AUS 14  | MAL 17  | BHR Ret | ESP Ret | MON Ret | CAN Ret | USA 17† | FRA Ret | GBR 16† | EUR Ret | HUN Ret | TUR 15 | ITA 17  | BEL 12  | JPN 9   | CHN 6   | BRA 13 |         |         | 18位      | 3        | 12位・2回         |
| 2009年 | フォース・インディア | VJM02    | 21   | AUS     | MAL     | CHN     | BHR     | ESP     | MON     | TUR     | GBR     | GER     | HUN     | EUR     | BEL    | ITA Ret | SIN 14  | JPN 14  | BRA 11  | ABU 15 |         |         | NC (22位) | 0        | 7位・1回          |
| 2010年 | フォース・インディア | VJM03    | 15   | BHR 9   | AUS 7   | MAL Ret | CHN Ret | ESP 15† | MON 9   | TUR 13  | CAN 9   | EUR 16  | GBR 11  | GER 16  | HUN 13 | BEL 10  | ITA 12  | SIN Ret | JPN Ret | KOR 6  | ABU Ret | BRA Ret | 15位      | 21       | 5位・1回          |
| 2011年 | HRT                  | F111     | 23   | AUS DNQ | MAL Ret | CHN 22  | TUR 22  | ESP Ret | MON 16  | CAN 13  | EUR 23  | GBR 18  | GER Ret | HUN 20  | BEL 19 | ITA Ret | SIN 20  | JPN 23  | KOR 21  | IND    | ABU 20  | BRA Ret | 23位      | 0        | 21位・4回         |

- 太字はポールポジション、斜字はファステストラップ。(key)
- † : リタイアだが、90%以上の距離を走行したため規定により完走扱い。

#### スーパーフォーミュラ
| 年     | チーム         | 1     | 2      | 2       | 3       | 4      | 5       | 6       | 7       | 7       | 順位 | ポイント |
| ------ | -------------- | ----- | ------ | ------- | ------- | ------ | ------- | ------- | ------- | ------- | ---- | -------- |
| 2014年 | HP REAL RACING | SUZ 8 | FSW1 8 | FSW2 10 | FSW DNS | TRM 14 | AUT Ret | SUG Ret | SUZ1 15 | SUZ2 11 | 16位 | 1.5      |

(key)

#### フォーミュラE
| 年            | チーム       | 車両                         | 1       | 2       | 3   | 4   | 5      | 6      | 7      | 8     | 9      | 10  | 11  | 順位 | ポイント |
| ------------- | ------------ | ---------------------------- | ------- | ------- | --- | --- | ------ | ------ | ------ | ----- | ------ | --- | --- | ---- | -------- |
| 2014年-2015年 | トゥルーリGP | スパーク-ルノー・SRT 01E     | BEI     | PUT     | PDE | BNA | MIA 16 | LBH 13 | MON NC | BER 9 | MOS 17 | LON | LON | 23位 | 2        |
| 2015年-2016年 | トゥルーリGP | スパーク-モトマティカ・JT-01 | BEI DNP | PUT DNP | PDE | BNA | MEX    | LBH    | PAR    | BER   | LON    | LON |     | NC   | 0        |

(key)

### FIA 世界耐久選手権
| 年     | 所属チーム         | 使用車両       | クラス | 1       | 2       | 3   | 4       | 5       | 6      | 7       | 8       | 順位 | ポイント |
| ------ | ------------------ | -------------- | ------ | ------- | ------- | --- | ------- | ------- | ------ | ------- | ------- | ---- | -------- |
| 2012年 | ロータス           | ローラ・B12/80 | LMP2   | SEB     | SPA     | LMN | SIL Ret | SAO 13  | BHR 9  | FSW 12  | SHA     | 59位 | 3        |
| 2013年 | ロータス           | ロータス・T128 | LMP2   | SIL Ret | SPA 6   | LMN | SÃO     | COA DNS | FSW 10 | SHA Ret | BHR Ret | 25位 | 8        |
| 2015年 | チーム・バイコレス | CLM P1/01      | LMP1   | SIL Ret | SPA Ret | LMN | NÜR     | COA     | FSW    | SHA     | BHR     | NC   | 0        |

(key)

### SUPER GT
| 年     | チーム                     | コドライバー | 使用車両               | タイヤ | クラス | 1     | 2       | 3       | 4      | 5      | 6     | 7       | 8      | 順位 | ポイント |
| ------ | -------------------------- | ------------ | ---------------------- | ------ | ------ | ----- | ------- | ------- | ------ | ------ | ----- | ------- | ------ | ---- | -------- |
| 2014年 | Autobacs Racing Team Aguri | 松浦孝亮     | ホンダ・NSX CONCEPT-GT | B      | GT500  | OKA 8 | FSW Ret | AUT Ret | SUG 15 | FSW 10 | SUZ 4 | CHA Ret | TRM 12 | 16位 | 14       |

(key)